# شركة اتحاد مصانع الأسلاك
شركة أتحاد مصانع الأسلاك (وتعرف أكثر باسمها المختصر أسلاك)، شركة رائدة ومتميزة في مجال تصنيع الأسلاك في المملكة العربية السعودية، حيث أنها تمارس نشاطها من خلال ثمانية مصانع موزعة في مختلف مناطق المملكة، وتتنوع منتجات الشركة من الأسلاك المعدنية لتشمل قطاعات مختلفة من السحب والجلفنة إلى التصنيع والتشكيل، والتي تغطي احتياجات القطاع المدني والقطاع الإنشائي ومواد البناء كافة، وهي شركة أعمال ناجحة منذ عام 1990م، نتيجة إلى التنظيم الإداري والالتزام بالمواعيد مع العملاء وجودة المنتجات، ودقة التخطيط للمستقبل.

## تاريخ شركة (أسلاك)
- عام 2013م:

في يوم الأربعاء 29/05/1434 هـ، الموافق 10/04/2013 م تمت الموافقة من الجمعية العامة غير العادية الرابعة على رفع رأس مال الشركة من 325 مليون ريال إلى 390 مليون ريال.
- عام 2011 م:

في يوم الأحد 21/09/1432 هـ، الموافق 21/08/2011 م إدراج وبدء تداول أسهم شركة اتحاد مصانع الأسلاك ضمن قطاع التشييد والبناء بالرمز 1301.
وفي تاريخ 12/08/2011 م تم طرح (9.750.000 سهما عاديا) تمثل 30% من أسهم الشركة للاكتتاب العام في الفترة بين
01 / 08 / 2011 م إلى 07 / 08 / 2011 م.
وفي تاريخ 17/07/1432هـ الموافق 19/06/2011م صدر قرار هيئة السوق المالية رقم 2-21-2011 بالموافقة على طرح 30% من أسهم شركة اتحاد مصانع الأسلاك للاكتتاب العام.
وفي تاريخ 02 / 04 / 2011 تمت الموافقة من الجمعية العامة غير العادية برفع رأس مال الشركة إلى 325 مليون.
- عام 2008م:

تحولت شركة اتحاد مصانع الأسلاك إلى شركة مساهمة مقفلة بموجب القرار الوزاري رقم (45/ق)
بتاريخ 12/02/1429هـ، الموافق 19 / 02 / 2008 م.
- عام 2007م:

تم الإستحواذ على مصنعي (الصغير لعلاقات الملابس والصغير لسحب الأسلاك) المملوكين من قبل شركة الصغير للتجارة والمقاولات وذلك بمنح حصص عينية.
زادت الشركة رأس مالها بتاريخ 15/04/2007 م، إلى 206.500.000 ريال.
- عام 2006 م:

في أواخر عام 2006 م دمجت الشركات والمؤسسات التالية مع شركة أسلاك الخليج للتربيط المحدودة:
1- شركة مصنع الرياض لاسلاك التربيط المحدودة.
2- مؤسسة المصنع السعودي للأسلاك المجلفنة والشائكة وشبك السياج والمسامير وفروعها.
ليتم بعد ذلك تحويل اسم الشركة ليصبح (شركة اتحاد مصانع الأسلاك) ويصبح عدد مصانع الشركة 8 مصانع.
- عام 1996 م:

بدأ إنتاج خط الجلفنة بالإضافة إلى منتج أسلاك تربيط اللبانة في شركة أسلاك الخليج للتربيط المحدودة.
- عام 1990 م:

تأسست شركة أسلاك الخليج للتربيط المحدودة –ذات مسؤولية محدودة برأس مال قدره 3.000.000 ريال حيث بدأت بإنتاج أسلاك تربيط اللبانة كمنتج رئيسي.